# Mount Elgon (huyện)
Huyện Mount Elgon là một huyện thuộc tỉnh Western ở Kenya. Theo điều tra dân số ngày 24 tháng 8 năm 1999, huyện này có dân số 135033 người. Huyện Mount Elgon có diện tích 944 km². Huyện lỵ đóng tại Kapsokwony.